# Мариненко, Иван Васильевич
Иван Васильевич Мариненко (26 октября 1918 — 23 сентября 1993) — командир отделения 116-го отдельного саперного батальона (41-я стрелковая дивизия, 69-я армия, 1-й Белорусский фронт), старший сержант.

## Биография
Родился 26 октября 1918 года в селе Николо-Александровское ныне Левокумского района Ставропольского края.
В 1939 году был призван в Красную Армию. На фронте в Великую Отечественную войну с мая 1942 года. Участвовал в боях на Брянском, Белорусском и 1-м Белорусском фронтах.
В ночь на 21 декабря 1943 года у деревни Майская Гомельская область Белоруссии старший сержант Мариненко для разведчиков проделал проходы в проволочном заграждении шириной 15 метров и в минном поле 20 метров, обезвредил 67 мин. 30 декабря 1943 года награждён орденом Славы 3-й степени.
В ночь на 23 октября 1944 года у населенного пункта Лавецко-Старе восточнее города Зволень, Польша старший сержант Мариненко проделал проход в проволочном заграждении противника шириной 10 метров, обезвредил 21 противотанковую мину. 28 ноября 1944 года награждён орденом Славы 2-й степени.
15 апреля 1945 года в районе города Лебус (Германия) отделение старшего сержанта Мариненко сделало 2 прохода в минных полях и проволочных заграждениях противника. Командир лично обезвредил 111 мин различных систем.
Указом Президиума Верховного Совета СССР от 15 мая 1946 года за исключительное мужество, отвагу и бесстрашие старший сержант Мариненко Иван Васильевич награждён орденом Славы 1-й степени. Стал полным кавалером ордена Славы.
В 1946 году был демобилизован. Жил в станице Марьинская Кировского района Ставропольского края. С 1959 года работал в г. Беслане, Северная Осетия. Ушел из жизни 23 сентября 1993 года.